# X-Fusion
Jan Loamfield är en tysk musikproducent och DJ känd under artistnamnen Jan L., X-Fusion och Noisuf-X. Han producerar musik inom genrerna electro-industrial (electronic body music) och power noise. Han har givit ut 13 album som X-Fusion och 6 album som Noisuf-X.
Jan L. började 1988 med att göra musik på hemdatorn Commodore 64. 1991 gav han ut sin första demo. Vid den här tiden gjorde han hard trance. Han gick med tiden över till acid house och sedan till den mörkare och hårdare aggrotechgenren. 2003 fick han skivkontrakt på skivbolaget Scanner.

## Diskografi

### X-Fusion
- Evillive (2001)
- Blackout  (2002)
- Dial D for Demons (2003)
- Beyond the Pale (2004)
- Demons of Hate (2005)
- Rotten to the Core (2007)
- Bloody Pictures (2007)
- Choir of Damnnation (2007)
- Vast Abysm (2008)
- Inner Exile (2008)
- Ultima Ratio (2009)
- Beyond Reality (2009)
- Thorn In My Flesh (2011)

### Noisuf-X

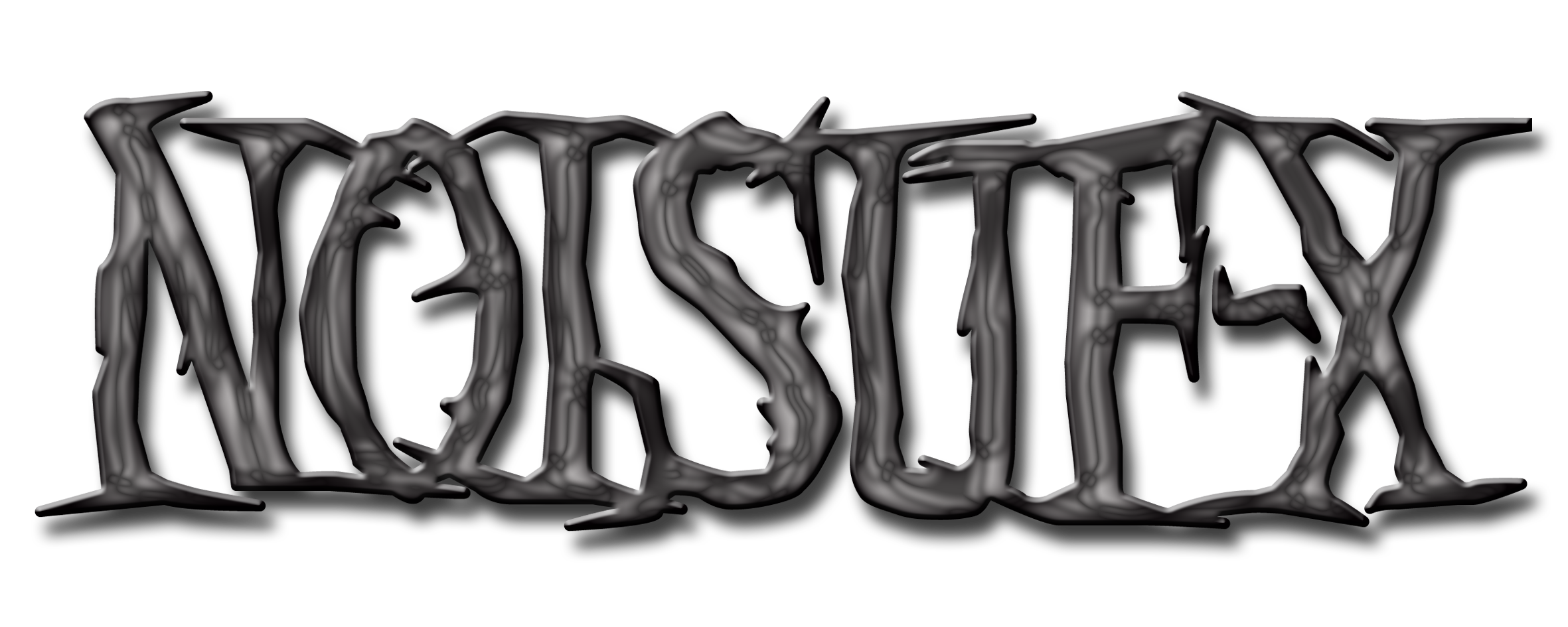
Logotyp för Noisuf-X

- Antipode (2005)
- Tinnitus EP (2006)
- The Beauty of Destruction (2007)
- Voodoo Ritual (2009)
- Excessive Exposure (2010)
- Dead End District (2011)
- Warning (2013)
- Invasion (2014)
- 10 years of riot (2015)
- Kicksome[b]ass (2016)